# 萨万娜·哈蒙
萨万娜·哈蒙（英語：Savannah Harmon，1995年10月27日—），美国女子冰球运动员，场上位置是后卫。她曾代表美国国家队参加2022年冬季奥林匹克运动会冰球比赛，获得一枚银牌。